# Élections législatives de 1978 dans les Vosges
Les élections législatives françaises de 1978 se déroulent les 12 et 19 mars 1978. Dans le département des Vosges, quatre députés sont à élire dans le cadre de quatre circonscriptions.

## Élus
| Circonscription | Député sortant                               | Parti | Parti | Député élu ou réélu | Parti | Parti    |
| --------------- | -------------------------------------------- | ----- | ----- | ------------------- | ----- | -------- |
| 1re             | Marcel Hoffer                                |       | RPR   | Philippe Séguin     |       | RPR      |
| 2e              | Maurice Lemaire                              |       | RPR   | Christian Pierret   |       | PS       |
| 3e              | Gérard Braun suppléant de Christian Poncelet |       | RPR   | Gérard Braun        |       | RPR      |
| 4e              | Albert Voilquin                              |       | RI    | Hubert Voilquin     |       | UDF (PR) |

## Résultats

### Résultats à l'échelle du département
| Parti          | Parti                              | Premier tour | Premier tour | Second tour | Second tour | Sièges |
| Parti          | Parti                              | Voix         | %            | Voix        | %           | Sièges |
| -------------- | ---------------------------------- | ------------ | ------------ | ----------- | ----------- | ------ |
|                | Rassemblement pour la République   | 65 907       | 30,16        | 64 155      | 38,55       | 2      |
|                | Union pour la démocratie française | 47 375       | 21,68        | 52 589      | 23,40       | 1      |
|                | Majorité présidentielle            | 113 282      | 51,84        | 116 744     | 51,95       | 3      |
|                |                                    |              |              |             |             |        |
|                | Parti socialiste                   | 63 252       | 28,95        | 107 991     | 48,05       | 1      |
|                | Parti communiste français          | 27 821       | 12,73        | Retrait     | Retrait     | 0      |
|                | Mouvement des radicaux de gauche   | 970          | 0,44         |             |             | 0      |
|                | Union de la gauche                 | 92 043       | 42,12        | 107 991     | 48,05       | 1      |
|                |                                    |              |              |             |             |        |
|                | Lutte ouvrière                     | 6 431        | 2,94         |             |             | 0      |
|                | Divers écologiste                  | 3 805        | 1,74         | 0           |             |        |
|                | Extrême droite                     | 2 158        | 0,99         | 0           |             |        |
|                | Parti socialiste unifié            | 792          | 0,36         | 0           |             |        |
|                |                                    |              |              |             |             |        |
| Inscrits       | Inscrits                           | 269 663      | 100,00       | 266 632     | 100,00      | 4      |
| Abstentions    | Abstentions                        | 44 614       | 16,54        | 36 726      | 13,77       |        |
| Votants        | Votants                            | 225 049      | 83,46        | 229 906     | 86,23       |        |
| Blancs et nuls | Blancs et nuls                     | 6 538        | 2,91         | 5 171       | 2,25        |        |
| Exprimés       | Exprimés                           | 218 511      | 97,09        | 224 735     | 97,75       |        |

### Résultats par circonscription

#### Première circonscription (Épinal)
| Candidat       | Candidat            | Parti             | Premier tour | Premier tour | Second tour | Second tour |  |
| Candidat       | Candidat            | Parti             | Voix         | %            | Voix        | %           |  |
| -------------- | ------------------- | ----------------- | ------------ | ------------ | ----------- | ----------- |  |
|                | Philippe Séguin élu | RPR               | 21 529       | 32,19        | 35 845      | 52,08       |  |
|                | Serge Thibers       | PS                | 19 515       | 29,17        | 32 980      | 47,92       |  |
|                | Hubert Maigrat      | UDF (PR)          | 9 865        | 14,75        |             |             |  |
|                | Robert Alexandre    | PCF               | 9 169        | 13,71        |             |             |  |
|                | Pierre Plumerey     | Divers écologiste | 3 114        | 4,66         |             |             |  |
|                | André Bœuf          | UDF (Rad)         | 2 131        | 3,19         |             |             |  |
|                | Marc Martinez       | LO                | 1 565        | 2,34         |             |             |  |
|                | Mme Bourcelot       | FN                | 2            | 0            |             |             |  |
|                |                     |                   |              |              |             |             |  |
| Inscrits       | Inscrits            | Inscrits          | 84 297       | 100,00       | 81 297      | 100,00      |  |
| Abstentions    | Abstentions         | Abstentions       | 15 665       | 18,58        | 11 082      | 13,63       |  |
| Votants        | Votants             | Votants           | 68 632       | 81,42        | 70 215      | 86,37       |  |
| Blancs et nuls | Blancs et nuls      | Blancs et nuls    | 1 742        | 2,54         | 1 390       | 1,98        |  |
| Exprimés       | Exprimés            | Exprimés          | 66 890       | 97,46        | 68 825      | 98,02       |  |

#### Deuxième circonscription (Saint-Dié)
| Candidat       | Candidat               | Parti             | Premier tour | Premier tour | Second tour | Second tour |  |
| Candidat       | Candidat               | Parti             | Voix         | %            | Voix        | %           |  |
| -------------- | ---------------------- | ----------------- | ------------ | ------------ | ----------- | ----------- |  |
|                | Lionel Stoléru         | UDF (PR)          | 13 548       | 28,23        | 24 336      | 48,41       |  |
|                | Christian Pierret élu  | PS                | 13 423       | 27,97        | 25 934      | 51,59       |  |
|                | Roger Souchal          | RPR               | 9 641        | 20,09        | Retrait     | Retrait     |  |
|                | Christian Staphe       | PCF               | 8 045        | 16,76        | Retrait     | Retrait     |  |
|                | Léone Desmet           | MRG               | 970          | 2,02         |             |             |  |
|                | Patrice André          | LO                | 886          | 1,85         |             |             |  |
|                | Michel Collardé        | PSU (FA)          | 792          | 1,65         |             |             |  |
|                | G. Henry               | Divers écologiste | 691          | 1,44         |             |             |  |
|                | Alexandre Alessandrini | FN                | 1            | 0            |             |             |  |
|                |                        |                   |              |              |             |             |  |
| Inscrits       | Inscrits               | Inscrits          | 59 581       | 100,00       | 59 572      | 100,00      |  |
| Abstentions    | Abstentions            | Abstentions       | 10 103       | 16,96        | 8 215       | 13,79       |  |
| Votants        | Votants                | Votants           | 49 478       | 83,04        | 51 357      | 86,21       |  |
| Blancs et nuls | Blancs et nuls         | Blancs et nuls    | 1 481        | 2,99         | 1 087       | 2,12        |  |
| Exprimés       | Exprimés               | Exprimés          | 47 997       | 97,01        | 50 270      | 97,88       |  |

#### Troisième circonscription (Remiremont)
| Candidat       | Candidat                   | Parti          | Premier tour | Premier tour | Second tour | Second tour |  |
| Candidat       | Candidat                   | Parti          | Voix         | %            | Voix        | %           |  |
| -------------- | -------------------------- | -------------- | ------------ | ------------ | ----------- | ----------- |  |
|                | Gérard Braun sortant réélu | RPR            | 22 174       | 43,56        | 28 310      | 54,71       |  |
|                | Jean Valroff               | PS             | 14 341       | 28,18        | 23 437      | 45,29       |  |
|                | Serge Léost                | PCF            | 5 374        | 10,56        |             |             |  |
|                | Pierre Crouvezier          | UDF (Rad)      | 4 554        | 8,95         |             |             |  |
|                | Dominique Carrat           | LO             | 2 301        | 4,52         |             |             |  |
|                | Jean Chauffour             | Extrême droite | 2 155        | 4,23         |             |             |  |
|                |                            |                |              |              |             |             |  |
| Inscrits       | Inscrits                   | Inscrits       | 61 868       | 100,00       | 61 873      | 100,00      |  |
| Abstentions    | Abstentions                | Abstentions    | 9 159        | 14,8         | 8 973       | 14,5        |  |
| Votants        | Votants                    | Votants        | 52 709       | 85,2         | 52 900      | 85,5        |  |
| Blancs et nuls | Blancs et nuls             | Blancs et nuls | 1 810        | 3,43         | 1 153       | 2,18        |  |
| Exprimés       | Exprimés                   | Exprimés       | 50 899       | 96,57        | 51 747      | 97,82       |  |

#### Quatrième circonscription (Neufchâteau)
| Candidat       | Candidat            | Parti          | Premier tour | Premier tour | Second tour | Second tour |  |
| Candidat       | Candidat            | Parti          | Voix         | %            | Voix        | %           |  |
| -------------- | ------------------- | -------------- | ------------ | ------------ | ----------- | ----------- |  |
|                | Serge Beltrame      | PS             | 15 973       | 30,29        | 25 640      | 47,58       |  |
|                | Hubert Voilquin élu | UDF (PR)       | 13 073       | 24,79        | 28 253      | 52,42       |  |
|                | Alain Jacquot       | RPR            | 12 563       | 23,83        | Retrait     | Retrait     |  |
|                | Maria Rouyer        | PCF            | 5 233        | 9,93         |             |             |  |
|                | Pierre Coanet       | UDF (CDS)      | 4 204        | 7,97         |             |             |  |
|                | Nicole Friess       | LO             | 1 679        | 3,18         |             |             |  |
|                |                     |                |              |              |             |             |  |
| Inscrits       | Inscrits            | Inscrits       | 63 917       | 100,00       | 63 890      | 100,00      |  |
| Abstentions    | Abstentions         | Abstentions    | 9 687        | 15,16        | 8 456       | 13,24       |  |
| Votants        | Votants             | Votants        | 54 230       | 84,84        | 55 434      | 86,76       |  |
| Blancs et nuls | Blancs et nuls      | Blancs et nuls | 1 505        | 2,78         | 1 541       | 2,78        |  |
| Exprimés       | Exprimés            | Exprimés       | 52 725       | 97,22        | 53 893      | 97,22       |  |